# هاشيماكي

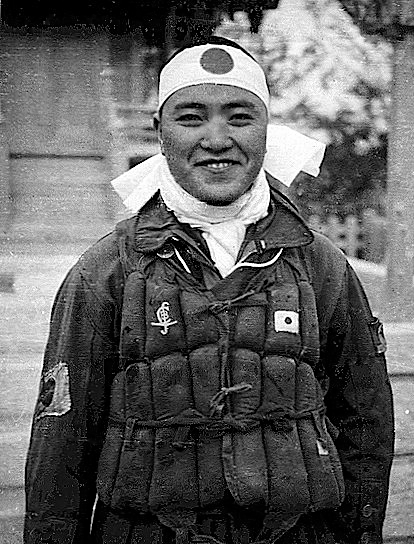
طيار من الكاميكازي يرتدي الهاشيماكي.

 الهاتْشِيماكي  هي عصابة رأس عادة ما تكون مصنوعة من القماش الأحمر أو الأبيض يدل ارتدائها على الفدائية والتضحية بحسب الثقافة اليابانية. يتم ارتداء هذه العصابة في مناسبات عديدة، على سبيل المثال، يرتديها المشجعون الرياضيون والنساء عند الولادة والعمال والتجار المعتزين بخبراتهم، وحتى مثيري الشغب.
يعتقد أنها نشأت على أيدي الساموراي الذين كانوا يرتدونها لامتصاص العرق والحفاظ على الشعر بعيدًا من عيونهم.
أما أشهر من ارتدى الهاشيماكي فهم الطيارين الكاميكازي في نهاية الحرب العالمية الثانية، قبل أن يؤدوا هجماتهم الانتحارية.

## معرض صور

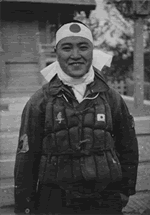
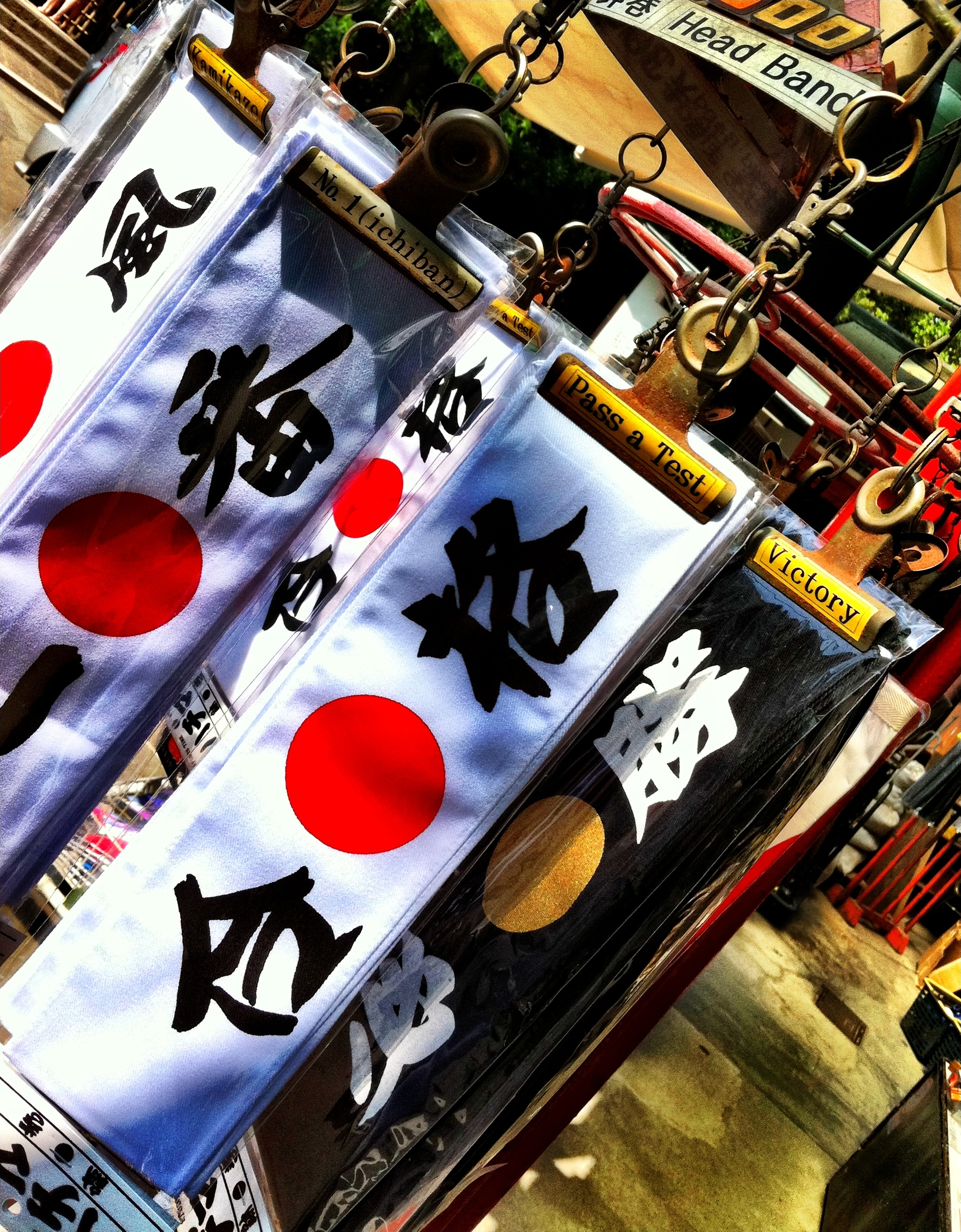
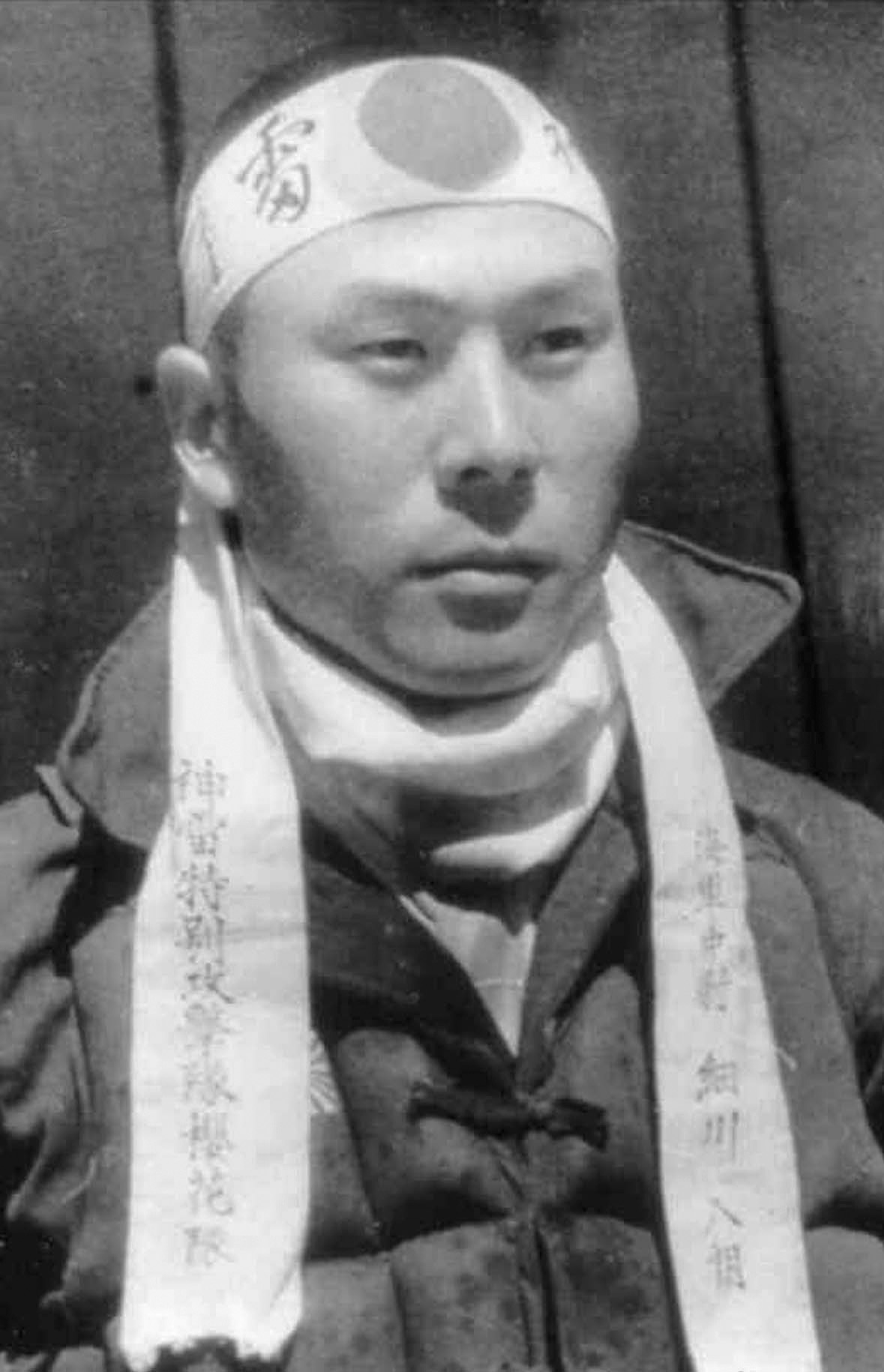
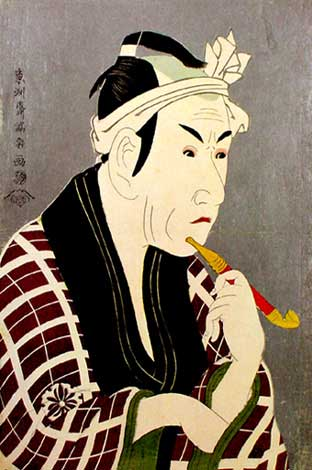
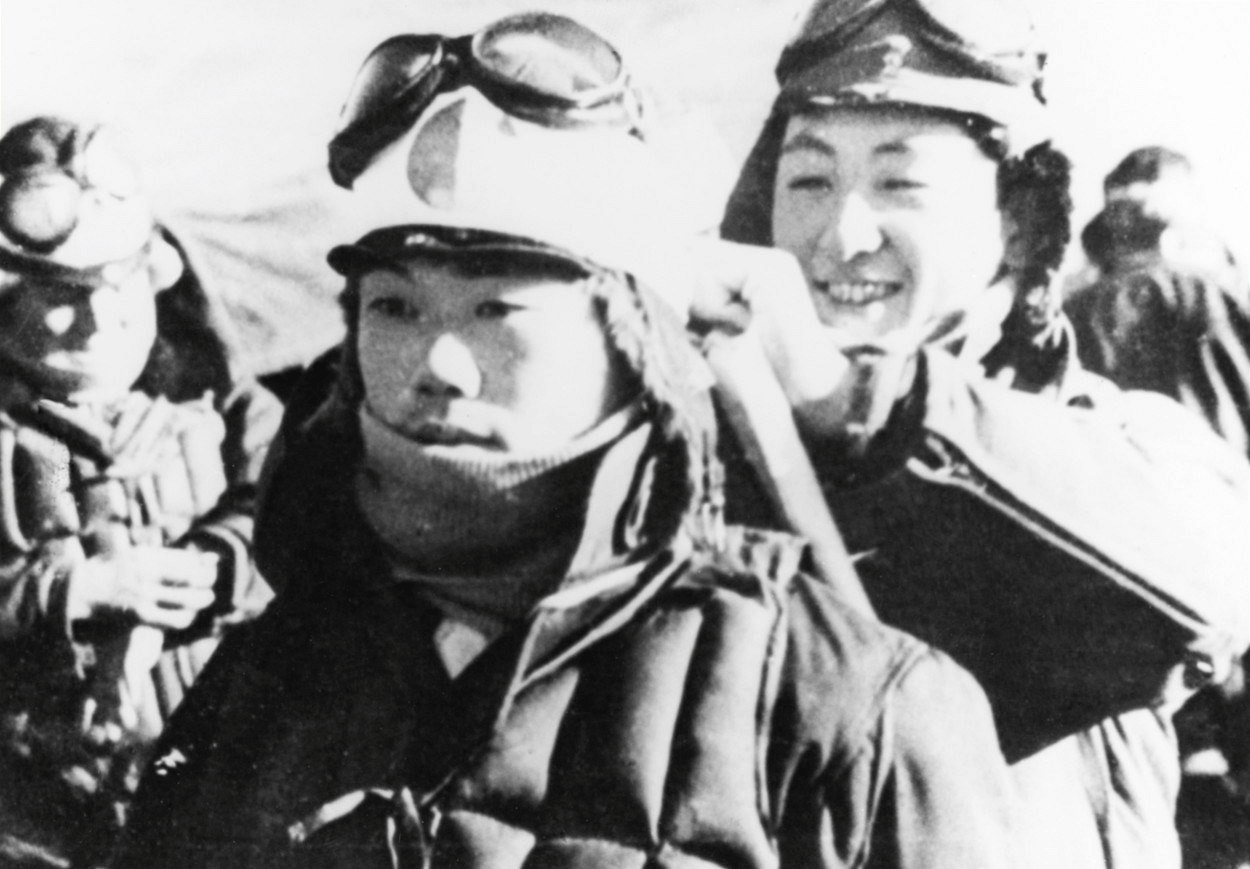